# 안 (시호)
안(安)은 동아시아 군주의 시호로, '조화를 좋아하며 다투지 않는 것'(好和不爭)을 뜻한다.

## 황제
- 후한 안제 유호
- 동진 안제
- 남송 안제

## 왕
- 전한 초안왕 유도
- 전한 진정안왕 유옹
- 전한 노안왕 유광

## 후
- 당읍안후(堂邑安侯) 진영
- 도안후(桃安侯) 유양
- 용액안후(龍額安侯) 한증
- 아곡안후(亞谷安侯) 노종
- 역안후(易安侯) 유평
- 안국안후(安國安侯) 왕벽방
- 낙릉안후(樂陵安侯) 사고